# هیت‌ویو (۲۰۲۵)
رویداد هیت‌ویو ۲۰۲۵ که با نام هیت‌ویو: ماساچوست (به انگلیسی: WWE Heatwave: Massachusetts) نیز تبلیغ می‌شود، یک رویداد کشتی حرفه‌ای پیش‌رو است که توسط پروموشن آمریکایی دبلیودبلیوئی تولید می‌شود. این چهارمین رویداد سالیانه هیت‌ویو است که توسط این شرکت برای برند آموزشی ان‌اکس‌تی تولید می‌شود و در کل، یازدهمین رویداد هیت‌ویو است که در روز یک‌شنبه ۲۴ اوت ۲۰۲۵ در لوول، ماساچوست برگزار خواهد شد.

## پس‌زمینه
هیت‌ویو در اصل نام یک رویداد کشتی حرفه‌ای بود که توسط پروموشن ای‌سی‌دبلیو[en] مابین سال‌های ۱۹۹۴ تا ۲۰۰۰ هر سال برگزار می‌شد. در سال ۲۰۰۱، ای‌سی‌دبلیو منحل شد و دبلیودبلیوئی در سال ۲۰۰۳، دارایی‌های این شرکت را خریداری کرد. در سال ۲۰۲۲، دبلیودبلیوئی این رویداد را برای برند آموزشی خود، ان‌اکس‌تی، به عنوان یک ویژه برنامه تلویزیونی سالیانه برای شوی هفتگی ان‌اکس‌تی احیا کرد.
در ۱۰ ژوئیه ۲۰۲۵ اعلام شد که چهارمین رویداد هیت‌ویو تحت نام دبلیودبلیوئی و یازدهمین دوره آن به‌طور کلی در روز یک‌شنبه ۲۴ اوت ۲۰۲۵ در اسپارتانبورگ، کارولینای جنوبی برگزار خواهد شد. با این حال، در طول رویداد گریت امریکن بش که ۱۲ ژوئیه برگزار شد، اعلام شد که این رویداد در لوول، ماساچوست برگزار می‌شود. علاوه بر پیکاک در ایالات متحده، این رویداد از طریق نتفلیکس در اکثر بازارهای بین‌المللی و شبکه دبلیودبلیوئی در هر کشور باقیمانده‌ای که به دلیل قراردادهای از پیش موجود هنوز به نتفلیکس منتقل نشده‌اند، به صورت زنده در دسترس خواهد بود. از رویداد هالووین هاوک ۲۰۲۴ بدین‌سو، تمام رویدادهای مهم ان‌اکس‌تی صرفاً با لوگوی دبلیودبلیوئی به جای لوگوی ان‌اکس‌تی نامگذاری می‌شوند و بنابراین، این نخستین رویداد هیت‌ویو است که صرفاً از لوگوی این پروموشن استفاده می‌کند.
انتظار می‌رود هیت‌ویو با رویداد فوربیدن دور که پی‌پرویوی مشترک ای‌ئی‌دبلیو و نیو ژاپن پرو رسلینگ (ان‌جی‌پی‌دبلیو) تهیه شده و قرار است در ورزشگاه او۲ آرنا در لندن، بریتانیا برگزار شود، رقابت کند.

### داستان‌ها
همانند سایر رویدادهای کشتی حرفه‌ای، داستان‌ها از پیش تعیین شده بوده و خطوط داستانی در شوی هفتگی ان‌اکس‌تی جریان داشته و در پایان منتهی به یک مسابقه در پی‌پرویو می‌شوند.
پس از اولین حضور بلیک مونرو در ان‌اکس‌تی، او با جوردن گریس هم‌تیمی شد و در رویداد گریت امریکن بش در ۱۲ ژوئیه، مونرو و گریس در یک مسابقه تگ تیم، فیتال اینفلوئنس (قهرمان عنوان زنان ان‌اکس‌تی، جسی جین و فالون هنلی) را شکست دادند. شب بعد و در اوولوشن، گریس برای عنوان زنان ان‌اکس‌تی به مصاف جین رفت؛ اما مونرو با کمربند به گریس حمله کرد و باعث شکست او در این مسابقه شد و هیل شد. دو شب بعد در ان‌اکس‌تی، یک ویدیوی کوتاه پخش شد که در آن مونرو، گریس را به‌خاطر اینکه لیاقت کسب عنوان قهرمانی زنان ان‌اکس‌تی را نداشت، مسخره می‌کرد و از او دعوت کرد تا نخستین مسابقه‌اش در رینگ دبلیودبلیوئی را هفته بعدی تماشا کند، که با پیروزی مونرو به اتمام رسید. پس از آن مسابقه، گریس به مونرو حمله کرد ولی در نهایت این مونرو بود که با ضربه زدن به گردن گریس، پیروز درگیری شد. در شوی ۲۹ ژوئیه ان‌اکس‌تی، مونرو اظهار داشت که گریس به اندازه کافی خوب نیست و همچنان او را مسخره می‌کرد؛ یک هفته بعد در طول مسابقه مونرو، گریس با گردنبند طبی ظاهر شد و مونرو را از استیج بیرون کرد و او با کانت‌اوت، مسابقه را باخت. بعدا در همان شب، مدیر کل برند ان‌اکس‌تی، آوا اعلام کرد که گریس در هیت‌ویو به مصاف مونرو خواهد رفت.
در رویداد استند اند دلیور، اوبا فمی موفق به شکست جیووان ایوانز و تریک ویلیامز شد و عنوان قهرمانی ان‌اکس‌تی را حفظ کرد. پس از آن و یک ماه بعد در بتل‌گراند، ویلیامز قهرمان عنوان جهانی تی‌ان‌ای شد. در شوی ان‌اکس‌تی به تاریخ ۲۲ ژوئیه، ایوانز در حال فکر کردن به این بود که قدم بعدی‌اش چیست که عضو تالار مشاهیر دبلیودبلیوئی، آندرتیکر، پیش او آمد و گفت که ایوانز باید «به دنبال بزرگ‌ترین سگ حیاط برود». هفته بعد، ایوانز در مورد توصیه آندرتیکر صحبت کرد که ویلیامز حرفش را قطع کرد. ویلیامز فکر می‌کرد ایوانز برای به چالش کشیدن او آمده است؛‌اما ایوانز گفت که او برای به چالش کشیدن فمی آمده بود. ویلیامز گفت که به او بی‌احترامی شده است و در ادامه اظهار کرد که فقط مسئله زمان است تا فمی را شکست دهد و قهرمان همزمان دو عنوان شود. پس از آن، متحدان ویلیامز، تیم های رایز (وس لی، تایسون دوپونت و تیریک ایگوه) حرف آنها را قطع کردند و پس از رد و بدل شدن کلمات، ایوانز به لی حمله کرد؛ اما ویلیامز و های رایز در پایان درگیری موفق بودند. بعدا در همان شب، ایوانز موفق به شکست لی شد و پس از آن، ویلیامز، ایوانز و فمی با یکدیگر روبه‌رو شدند. هفته بعد، فمی اظهار داشت که هیچ‌کس لیاقت رویارویی با او برای عنوان قهرمانی را ندارد؛ صحبت او توسط ویلیامز و ایوانز قطع شد و ایوانز پیشنهاد داد که او و ویلیامز برای تعیین اینکه چه کسی برای قهرمانی ان‌اکس‌تی، فمی را به چالش بکشد، با یکدیگر روبه‌رو شوند. فمی اظهار داشت که این مسابقه در همان شب برگزار شود؛ اما ویلیامز رد کرد و پیشنهاد داد که در قسمت ۱۹ اوت برگزار شود؛ که بعدا توسط مدیر کل ان‌اکس‌تی، آوا تأیید شد و اعلام شد برنده این مسابقه در هیت‌ویو با فمی روبه‌رو می‌شود.
ماه‌ها بود که دارک‌استیت (دیون لنوکس، اوزیریس گریفین، ساکوان شوگارز و کاتلر جیمز) به چندین کشتی‌گیر، از جمله قهرمانان تگ تیم ان‌اکس‌تی، هنک واکر و تانک لجر، حمله می‌کردند. در شوی ان‌اکس‌تی به تاریخ ۲۴ ژوئن، هنک و تانک در پشت صحنه توسط مهاجمان ناشناس مورد حمله قرار گرفتند. یک ماه بعد، در قسمت ۵ اوت، هنک و تانک پس از دفاع موفقیت‌آمیز از عنوان قهرمانی خود توسط دارک‌استیت مورد حمله قرار گرفتند. بعداً در همان شب، دارک‌استیت فاش کرد که آنها کسانی بودند که یک ماه پیش به هنک و تانک حمله کردند؛ در نتیجه هنک و تانک خواستار مسابقه‌ای علیه هر یک از اعضای دارک‌استیت شدند. سپس مدیر کل ان‌اکس‌تی، آوا، اعلام کرد که واکر و لجر از عناوین خود در برابر دو عضو دارک‌استیت در هیت‌ویو دفاع خواهند کرد.

## مسابقات ثبت شده
| #                                                     | نتایج | نوع مسابقه                                      |
| ----------------------------------------------------- | --- | ----------------------------------------------- |
| ۱                                                     | جوردن گریس در مقابل بلیک مونرو | مسابقه تک به تک عادی                            |
| ۲                                                     | اوبا فمی (c) در مقابل جیووان ایوانز یا تریک ویلیامز                                                                                | مسابقه تک به تک عادی برای عنوان قهرمانی ان‌اکس‌تی |
| ۳                                                     | هنک و تانک (هنک واکر و تانک لجر) (c) در مقابل ۲ نفر از اعضای دارک‌استیت (دیون لنوکس، اوزیریس گریفین، ساکوان شوگارز و/یا کاتلر جیمز) | مسابقه تگ تیم برای عنوان قهرمانی تگ تیم ان‌اکس‌تی |
| - (c) – نشان‌دهنده قهرمان(هایی) است که به میدان می‌روند | |                                                 |